# Sigfried Schibli
Sigfried Schibli (* 1951 in Basel als Siegfried Paul Schibli) ist ein schweizerischer Musikpublizist und Autor.

## Leben und Wirken
Sigfried Schibli absolvierte das Humanistische Gymnasium Basel und studierte an der Universität Basel und der Goethe-Universität Frankfurt am Main Germanistik, Musikwissenschaft und Philosophie. 1984 promovierte er bei Ludwig Finscher in Musikwissenschaft mit einer Arbeit über Alexander Skrjabin.
Seit 1971 ist er als Musikkritiker tätig, zuerst beim Basler Volksblatt und bei den Basler Nachrichten, danach bei der Basler Zeitung, deren Musikredaktor er von 1988 bis 2016 war. Seit 1982 ist er regelmässiger Mitarbeiter im Musikfeuilleton der Frankfurter Allgemeinen Zeitung und freier Mitarbeiter des Hessischen Rundfunks. Von 1984 bis 1988 war Schibli Verlagsredaktor der Neuen Zeitschrift für Musik im Verlag B. Schott’s Söhne. Schibli schrieb zahlreiche Radiosendungen, Werkeinführungen sowie Zeitungs- und Zeitschriftenartikel, unter anderem für die Neue Musikzeitung.
Im Jahr 1985 heiratete er die Musikwissenschaftlerin Eeva-Taina Forsius Schibli. Er hat zwei erwachsene Töchter und lebt in Basel.

## Ehrungen
- 1978: Goethe-Plakette der Johann Wolfgang von Goethe-Stiftung, für seine germanistische Lizentiatsarbeit über Siegfried Kracauer
- 1997: Salzburger Kritikpreis für seine Rezension von Carl Maria von Webers Oper Oberon in der Basler Zeitung[8]

## Schriften

### Als Autor
- Alexander Skrjabin und seine Musik. Grenzüberschreitungen eines prometheischen Geistes. Piper, München 1983.
- Franz Liszt. Rollen, Kostüme, Verwandlungen. Piper, München 1986.
- Der Komponist Theodor W. Adorno. Vorläufige Bemerkungen zu einem noch nicht überschaubaren Thema. Oase, Badenweiler 1988.
- Geschichte der Basler Orchester-Gesellschaft 1971–2009. Krebs, Basel 2009.
- «Fragen Sie ruhig weiter!» Von der Orgel zum Journalismus. Selektive Memoiren aus meinen Berufsjahren. Das Archiv, Nidau 2020.
- Erlebnis Orgel. Die schönsten Instrumente in und um Basel. Reinhardt, Basel 2023.
- Musikleben im Baselbiet (= Reihe bild.geschichten.bl 12). Verlag Baselland, Liestal 2025, ISBN 978-3-85673-706-1.

### Als Herausgeber
- Jürg Wyttenbach. Ein Portrait im Spiegel eigener und fremder Texte. Pro Helvetia, Zürich 1994.
- Musikstadt Basel. Das Basler Musikleben im 20. Jahrhundert. Opinio, Basel 1999.

### Aufsätze (Auswahl)
- Zum Begriff der Neuen Sachlichkeit in der Musik. In: Hindemith-Jahrbuch. 1980/IX. Frankfurt am Main 1980, S. 157–178.
- Skrjabins Flug. Zu einer zentralen Figur in Aleksandr Skrjabins Leben und Werk. In: Musik-Konzepte. 32/33, München 1983, S. 69–80.
- Ein Stück praktisch gewordener Ideologie. Zum Problem der komplexen einsätzigen Form in Frühwerken Arnold Schönbergs. In: Archiv für Musikwissenschaft. Jahrgang XLI, Heft 4, Stuttgart 1984, S. 274–294.
- Traurig, aber anziehend – Über Alexander Skrjabin in Heidelberg. In: Musik in Heidelberg 1777–1885. Heidelberg 1985, S. 223–226.
- Auf dem Weg in die künstlerische Vereinsamung. Vierundzwanzig unbekannte Briefe und Postkartentexte Alban Bergs. In: Neue Zeitschrift für Musik. 4/85, Mainz 1985, S. 9–21.
- Tschaikowsky und das «mächtige Häuflein». In: Funkkolleg Musikgeschichte. Europäische Musik vom 12. bis 20. Jahrhundert. Studienbegleitbrief 9. Weinheim/Basel 1988, S. 11–55.
- Der Engel und der Hund. Schallplatte, Schallplattenkritik und Neue Musik. In: Hermann Danuser und Siegfried Mauser (Hrsg.): Neue Musik und Interpretation. Mainz 1992, S. 81–88.
- Der Umbruch um 1900. In: Michael Raeburn, Alan Kendall (Hrsg.): Geschichte der Musik. Band 4, München/Mainz 1993, S. 7–21.
- «Bilder, die das Erlebnis gezeichnet hat.» Harry Goldschmidt als Musikkritiker in Basel. In: Kunstwerk und Biographie. Gedenkschrift Harry Goldschmidt (= Zwischen/Töne, Neue Folge, Band 1.) Berlin 2002, S. 210–220.
- Innovation und Beharrungsvermögen. Paul Sacher als Musikvermittler. In: Paul Sacher – Facetten einer Musikerpersönlichkeit. Mainz 2006, S. 167–187.
- Der Kampf als Reinigung. Skrjabin, Strawinsky, Prokofjew und ihre Kollegen im Angesicht von Krieg und Revolution. In: Österreichische Musikzeitschrift. 1/2014, Wien 2014, S. 27–34.
- Das umstrittenste Musikinstrument oder Der Traum von der Messbarkeit. In: Österreichische Musikzeitschrift. 5/2014, Wien 2014, S. 69–71.
- Mahler-Renaissancen ohne Ende. Heiligsprechung und schöne Stellen. In: Mahler-Interpretation heute. München 2015, S. 13–26.
- «Basel ist gar nicht übel.» Musik im Stadtcasino und um das Stadtcasino herum. In: Stadtcasino Basel. Gesellschaft, Musik und Kultur. Basel 2020, S. 222–261.

- Normative, Descriptive, Suggestive – The Word in Scriabin’s Instrumental Music. In: Hanns-Werner Heister, Hanjo Polk, Bernhard Rusam (Hrsg.): Word Art + Gesture Art = Tone Art. Berlin 2023, S. 171–182.